# Sumbaga
Sumbaga is een bestuurslaag in het regentschap Tegal van de provincie Midden-Java, Indonesië. Sumbaga telt 4496 inwoners (volkstelling 2010).